# Studen Kladeneț, Kărdjali
Studen Kladeneț (în bulgară Студен Кладенец) este un sat în comuna Krumovgrad, regiunea Kărdjali,  Bulgaria. 

## Demografie
Componența etnică a satului Studen Kladeneț
     Turci (96,72%)
     Bulgari (2,45%)
     Nicio identificare (0,81%)
     Altele (0%)
La recensământul din 2011, populația satului Studen Kladeneț era de 122 locuitori. Din punct de vedere etnic, majoritatea locuitorilor (96,72%) erau turci, cu o minoritate de bulgari (2,45%). Pentru 0,81% din locuitori nu este cunoscută apartenența etnică.